# Haledon
Haledon ist eine Stadt im Passaic County, New Jersey, USA. Das U.S. Census Bureau ermittelte bei der Volkszählung 2020 eine Einwohnerzahl von 9052.
In Haledon wurde 1976 die Punkrockband The Feelies gegründet.

## Geographie
Nach dem amerikanischen Vermessungsbüro hat die Stadt eine Gesamtfläche von 3,0 km², wobei keine Wasserflächen miteinberechnet sind.

## Demographie
Nach der Volkszählung von 2000 gibt es 8.252 Menschen, 2.820 Haushalte und 1.974 Familien in der Stadt. Die Bevölkerungsdichte beträgt 2.746,7 Einwohner pro km². 73,59 % der Bevölkerung sind Weiße, 7,09 % Afroamerikaner, 0,17 % amerikanische Ureinwohner, 4,57 % Asiaten, 0,02 % pazifische Insulaner, 10,09 % anderer Herkunft und 4,46 % Mischlinge. 22,60 % sind Latinos unterschiedlicher Abstammung.
Von den 2.820 Haushalten haben 35,2 % Kinder unter 18 Jahre. 50,6 % davon sind verheiratete, zusammenlebende Paare, 15,2 % sind alleinerziehende Mütter, 30,0 % sind keine Familien, 23,4 % bestehen aus Singlehaushalten und in 9,3 % Menschen sind älter als 65. Die Durchschnittshaushaltsgröße beträgt 2,83, die Durchschnittsfamiliengröße 3,41.
25,5 % der Bevölkerung sind unter 18 Jahre alt, 8,9 % zwischen 18 und 24, 31,9 % zwischen 25 und 44, 19,6 % zwischen 45 und 64, 14,1 % älter als 65. Das Durchschnittsalter beträgt 35 Jahre. Das Verhältnis Frauen zu Männer beträgt 100:89,4, für Menschen älter als 18 Jahre beträgt das Verhältnis 100:85,4.
Das jährliche Durchschnittseinkommen der Haushalte beträgt 45.599 USD, das Durchschnittseinkommen der Familien 49.014 USD. Männer haben ein Durchschnittseinkommen von 37.143 USD, Frauen 29.830 USD. Der Prokopfeinkommen der Stadt beträgt 19.099 USD. 10,6 % der Bevölkerung und 6,2 % der Familien leben unterhalb der Armutsgrenze, davon sind 12,9 % Kinder oder Jugendliche jünger als 18 Jahre und 20,8 % der Menschen sind älter als 65.

## Söhne und Töchter der Stadt
- Arthur F. Maynard (1920–1991),  Maler und Kunstpädagoge
- Bruce Baumgartner (* 1960), Ringer